# Samsung Galaxy S 4G LTE
Samsung Galaxy S 4G LTE, còn có tên gọi Droid Charge (Verizon), Galaxy S Aviator (U.S. Cellular), Galaxy S Lightray 4G (MetroPCS, includes DyleTV), là một điện thoại thông minh chạy hệ điều hành Android được sản xuất bởi Samsung. Nó được trang bị bộ xử lý "Hummingbird" 1 GHz, camera trước và sau, và hỗ trợ mạng CDMA và 4G LTE. Nó được công bố tại Hội chợ điện tử tiêu dùng 2011 dưới tên Samsung Galaxy S 4G LTE. Nó cung có mặt ở nhà mạng Verizon Wireless.